# Tal-Virtù
Tal-Virtù, ou plus simplement Virtù, est une communauté villageoise, lieu d'un comité de gestion (Kumitat Amministrattiv), appartenant au conseil local (Kunsill Lokali) d'Ir-Rabat, sur Malte.

## Paroisse

### Église
Chapelle Santa Marija Tal-Virtù